# Bazni par
Bazni par (pogosto okrajšano bp ali samo b) je v molekularni biologiji par nukleotidnih baz na sosednjih komplementarnih verigah DNK ali RNK, ki sta med seboj povezani z vodikovimi vezmi. Po Watson-Crickovem modelu parjenja baz v DNK tvorita tak par bazi adenin (A) in timin (T) ter gvanin (G) in citozin (C). V RNK timin zamenja uracil (U).
Mehanizem parjenja med ustreznimi bazami na sosednjih verigah je ujemanje geometrije med donorji in akceptorji elektronov pri tvorjenju vodikove vezi, kar zagotavlja stabilnost vezi. Adenin in gvanin sta večja in sodita med purine, citozin, timin ter uracil pa so manjši in jih uvrščamo med pirimidine. Kot del verige se lahko stabilno pari samo pirimidin s purinom. Dva pirimidina sta predaleč vsaksebi za tvorbo vezi, dva purina pa preblizu, zaradi česar pride do odbojev med ostalimi atomi. Geometrija molekul nadalje določa, da se energetsko najučinkoviteje parita gvanin in citozin, ki medsebojno tvorita tri vodikove vezi, ter adenin in timin (oz. uracil), ki tvorita dve. Kljub temu je par gvanin-citozin (t. i. »ohlapni bazni par«) z dvema vodikovima vezema pogost v prenašalni RNK (tRNK), kjer sodeluje pri vzpostavitvi sekundarne strukture.
Razdalja med sosednjimi baznimi pari vzdolž vijačnice je razmeroma konstantna in znaša okrog 3,4 Å. Zato se bazni par pogosto uporablja kot enota za dolžino molekule DNK ali RNK, v kombinaciji s standardnimi predponami SI. 1 Kb oz. 1 Kbp tako znaša 1000 baznih parov, 1 Mb oz. 1 Mbp pa milijon. V genetiki se največkrat uporablja kar okrajšava »b«, »bp« pa takrat, ko je treba ločiti med to enoto in računalniškim bitom.